# Haematosiphon
Haematosiphon is een geslacht van wantsen uit de familie van de Cimicidae (Bedwantsen). Het geslacht werd voor het eerst wetenschappelijk beschreven door Champion in 1900.

## Soorten
Het genus bevat de volgende soort:

- Haematosiphon inodorus (Dugès, 1892)